# Laccogrypota
Laccogrypota is een geslacht van halfvleugeligen uit de familie schuimcicaden (Cercopidae). De wetenschappelijke naam van dit geslacht is voor het eerst geldig gepubliceerd in 1920 door Schmidt.

## Soorten
Het geslacht Laccogrypota omvat de volgende soorten:
- Laccogrypota amazonensis Lallemand, 1924
- Laccogrypota atrocoerulea Schmidt, 1920
- Laccogrypota basirufa Schmidt, 1920
- Laccogrypota bogotana (Distant, 1878)
- Laccogrypota consul (Jacobi, 1908)
- Laccogrypota costalis Schmidt, 1920
- Laccogrypota dentata Nast, 1949
- Laccogrypota gloriosa (Jacobi, 1908)
- Laccogrypota grandis (Distant, 1878)
- Laccogrypota inca Schmidt, 1920
- Laccogrypota praelata (Jacobi, 1908)
- Laccogrypota praetor (Jacobi, 1908)
- Laccogrypota pulchra Schmidt, 1920
- Laccogrypota quadrilineata Costes & Webb, 2004
- Laccogrypota trimaculata Schmidt, 1922
- Laccogrypota valida (Distant, 1909)
- Laccogrypota volxemi Lallemand, 1949
- Laccogrypota xanthomela (Walker, 1858)